# Elatostema boehmerioides
Elatostema boehmerioides es una especie de planta del género Elatostema, perteneciente a la familia Urticaceae.

## Taxonomía
Elatostema boehmerioides fue descrita por Wen Tsai Wang en 1990.

## Distribución
Se encuentra en el territorio del Tíbet.